# Новозеландские земельные войны
Новозела́ндские земе́льные во́йны (англ. New Zealand Land Wars, маори Nga Pakanga Nu Nui O Aotearoa), также известны как новозеландские войны (англ. New Zealand Wars) и войны с маори (англ. Māori Wars) — серия вооружённых конфликтов в Новой Зеландии в период между 1845 и 1872 годами между маори с одной стороны и армейскими подразделениями Великобритании и европейскими переселенцами с другой стороны.

## Список военных конфликтов
- Инцидент в Уаирау (17 июня 1843 года)
- Война за флагшток (11 марта 1845 — 11 января 1846 года)
- Кампания в долине Хатт (3 марта — август 1846 года)
- Кампания Уонгануи (16 апреля — 23 июля 1847 года)
- Первая таранакская война (17 марта 1860 — 18 марта 1861 года)
- Вторжение в Уаикато[англ.] (17 июля 1863 — апрель 1864 года)
- Кампания Тауранга[англ.] (21 января — 21 июня 1864 года)
- Вторая война Таранаки[англ.] (апрель/май 1863 — ноябрь 1866 года)
- Война Восточного Мыса[англ.] (13 апреля 1865 — 12 октября 1866 года)
- Война Титоковару[англ.] (июнь 1868 — март 1869 года)
- Война Те Кооти[англ.] (июль 1868 — май 1872 года)

## Причина войн
В 1840 году в результате подписания договора между маори и Великобританией маори получили право на владение всеми землями, которыми они обладали до прихода европейцев в Новую Зеландию. Тем не менее, многие европейские переселенцы игнорировали букву данного договора и часто либо присваивали земли маори, либо скупали их за бесценок. Все это происходило при молчаливом согласии колониального управления. В результате, маори стали защищать свои земли с оружием в руках, что постепенно переросло в кровопролитные, долговременные военные действия, охватившие многие территории страны.

## Ход столкновений
Первым вооружённым столкновением стал конфликт в 1843 году вблизи города Нельсон, в результате которого погибло 22 человека. Далее последовали конфликты на севере Северного острова в 1845 и 1846 годах. Один из наиболее значимых конфликтов этих годов получил название Война за флагшток (англ. Flagstaff War). В 1847 году конфликт возник уже вблизи города Веллингтон, в южной части Северного острова, а в следующем году вспыхнул на юго-западе Северного острова.
В результате этих конфликтов вплоть до 1860 года в стране установилось относительное спокойствие, в котором действие законов Великобритании распространялось на населённые пункты и города страны, а на всей остальной территории действовали законы маори. В этот же период количество европейских переселенцев в результате продолжающейся активной переселенческой политики стало равно количеству маори, населяющих страну.

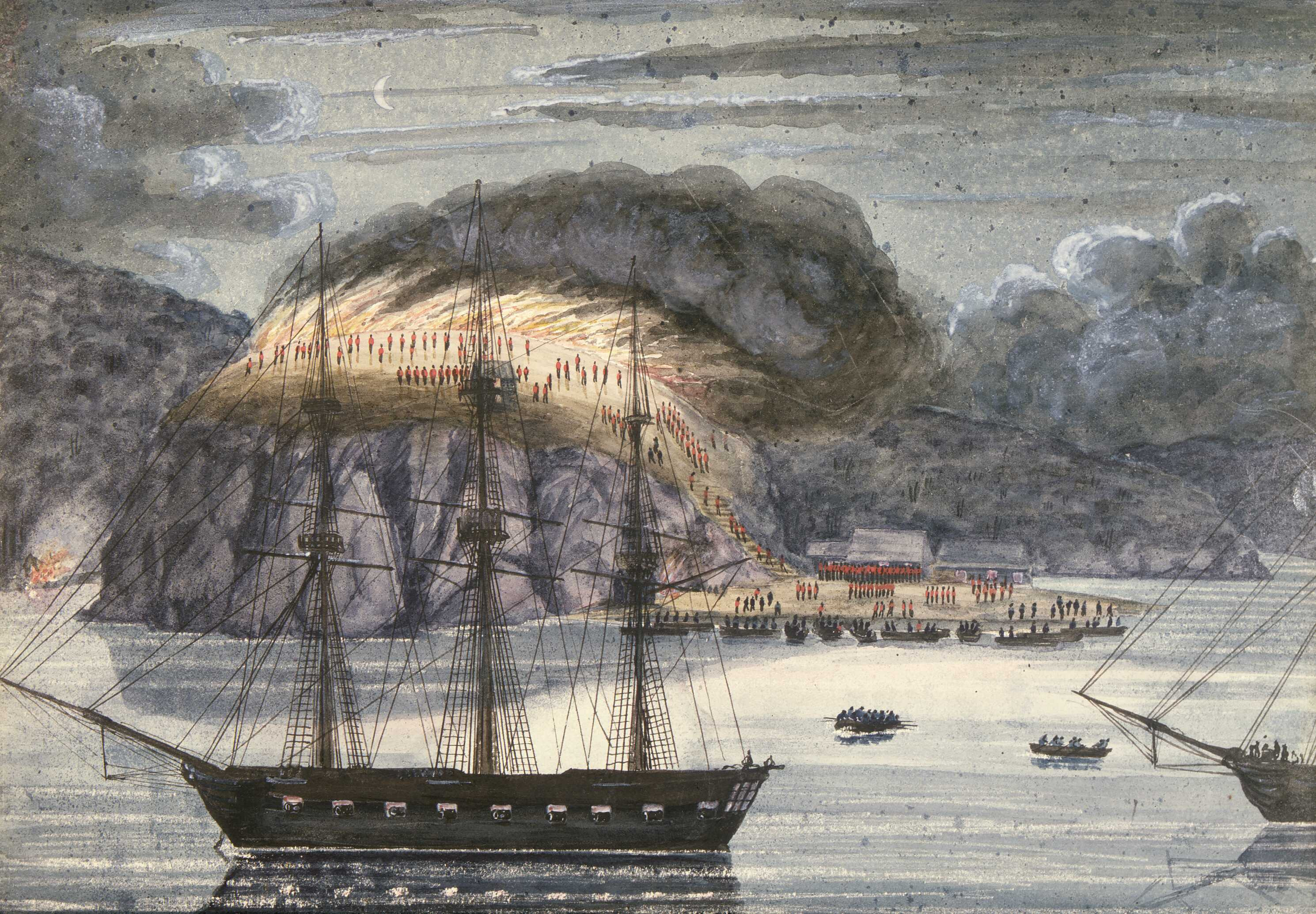
Военные действия 1845 года на севере страны. Рисунок XIX в.

Однако в 1860 году в провинции Таранаки вновь разгорелся вооружённый конфликт, в котором европейские поселенцы пытались отстоять свои позиции в одной из сомнительных земельных сделок. Противостояние продолжалось около 12 месяцев и закончилось перемирием сторон.
В июле 1863 года подразделения британской армии под руководством ветерана Крымской кампании генерала Дункана Кэмерона (англ. Duncan Cameron) начали боевые действия в районе Уаикато. В 1864 году данная кампания получила продолжение в районе близлежащего приморского города Тауранга. Кампании этих годов стали самыми крупными и самыми кровопролитными. Максимальное количество участников столкновений достигало около 14 тысяч человек, при этом количество воинов маори не опускалось ниже 4000 человек.
Период с 1864 по 1868 года был относительно спокоен и в основном определялся межплеменными столкновениями маори.

## Результат войн
К концу 1870 года все подразделения британской армии были отозваны из Новой Зеландии и в стране были созданы первые официальные национальные воинские подразделения. В боевых действиях в ходе Новозеландских земельных войн принимали участие также военнослужащие Австралии, для которой эта война стала первой войной за пределами своей территории.
В вооружённых столкновениях погибло (предположительно) 2154 маори и 745 европейцев и дружественных им маори.
В результате войны около 16 тысяч км² земель, принадлежавших маори, были конфискованы колониальной администрацией. Земли были конфискованы как у воевавших племён, так и у дружественных, сотрудничавших с администрацией. Позднее большинство из этих земель были возвращены маори либо были выплачены существенные компенсации. Тем не менее судебные иски по возврату земель до сих пор рассматриваются в Новой Зеландии.

## В культуре
- «Искатели» (The Seekers) — фильм режиссёра Кен Эннакин (Великобритания, 1954).
- «Королева реки» (The River Queen) — фильм режиссёра Винсент Уорд (Великобритания, Новая Зеландия, 2005).
- В романе Жюля Верна «Дети капитана Гранта» Гленарван и его спутники попадают в плен к маори во время одной из таких войн.